# Juan Pereda Asbún
Juan Pereda Asbún (La Paz, 17 de junio de 1931-Santa Cruz de la Sierra, Bolivia, 25 de noviembre de 2012) fue un militar boliviano con ancestros españoles , bolivianos y palestinos por parte materna,  que ocupó el cargo de presidente de Bolivia de manera de facto.
Se graduó como subteniente piloto en el colegio militar de aviación. Siguió estudios de especialización en Italia y en la Argentina en escuelas de estado mayor. Fue comandante del colegio militar de aviación y comandante en jefe de la Fuerza Aérea. Formó parte del gobierno de Banzer como ministro de Industria y Comercio primero y como ministro del Interior después.
Fue candidato a la presidencia de la República de Bolivia en las elecciones nacionales de 1978, mediante la coalición Unión Nacionalista del Pueblo, elecciones anuladas  al comprobarse un gigantesco fraude electoral en favor suyo. Dos días después de la anulación organizó un golpe de Estado contra el general Banzer, al que derrocó (21 de julio). Banzer renunció a las 19:20, no sin antes organizar una Junta de Comandantes de las Fuerzas Armadas para que el gobierno no cayera en acefalía: dicho triunvirato militar estaba compuesto por el general Víctor González Fuentes (jefe del Estado Mayor de las FF.AA.) el general Alfonso Villalpando Armaza (comandante general del Ejército) y contraalmirante Gutenberg Barroso Hurtado (comandante general de la Armada o la Fuerza Naval), González asumió la presidencia del triunvirato. Por la noche (22:15) la Junta cedió el poder a Pereda, proclamándolo presidente de la República. Ejerció la presidencia durante poco más de cuatro meses cuando contaba con 47 años. En noviembre de 1978 fue derrocado por el general Padilla y desde entonces se retiró de la vida pública.
En 2010, el expresidente de Bolivia Juan Pereda Asbún, de 79 años, fue encontrado con sustancias controladas en su vehículo y acusado de cometer actos obscenos.